# AOMedia Video 1
AOMedia Video 1 (AV1) ist ein offenes lizenzkostenfreies Verfahren zur Videokompression. Es wird von der Alliance for Open Media (AOMedia) entwickelt, einem 2015 gegründeten Konsortium mit führenden Unternehmen aus der Halbleiterindustrie, Video-on-Demand-Anbietern und Webbrowser-Entwicklern.
Es entstand durch Weiterentwicklung von Googles Verfahren VP9 und soll mit HEVC/H.265 der Moving Picture Experts Group konkurrieren. Die erste Version der Spezifikation des neuen freien Videocodecs AV1 wurde Ende März 2018 freigegeben. Inzwischen (Stand Januar 2021) gibt es drei Open-Source-Encoder und verschiedene Decoder, die meist in Form von Bibliotheken in andere Programme eingebunden werden.
Die Webbrowser Google Chrome, Mozilla Firefox und Opera unterstützen auf Desktop-Geräten das Abspielen von Videos in AV1-Kodierung seit Ende 2018, seit Anfang 2020 auch Microsoft Edge. Diese vier Browser haben dort zusammen einen Marktanteil von über 95 % (Stand November 2023).
Mit AV1 kodierte Videodaten können im Containerformat MP4, MKV oder zusammen mit dem Audioformat Opus innerhalb von WebM, beispielsweise für HTML5-Webvideo, verwendet werden.

## Geschichte
Die erste offizielle Ankündigung des Projekts erfolgte mit der Pressemitteilung über die Gründung der Allianz am 1. September 2015. Zunehmende Nutzung des Vorgängerformates VP9 wurde mit Vertrauen in die Allianz und (die Entwicklung von) AV1 sowie der kostspieligen und komplizierten Lizenzsituation von High Efficiency Video Coding (HEVC) erklärt.
Die Wurzeln des Projekts sind allerdings älter als die Allianz. Einzelne Mitwirkende begannen bereits Jahre zuvor mit experimentellen Technikprojekten: Xiphs/Mozillas Daala veröffentlichte bereits 2010 Code, VP10 wurde am 12. September 2014 angekündigt, und Ciscos Thor wurde am 11. August 2015 veröffentlicht. Die erste Version 0.1.0 des AV1-Referenz-Codecs wurde am 7. April 2016 veröffentlicht.
Die Aufnahme weiterer Funktionen wurde Ende Oktober 2017 gestoppt, wobei Ausnahmen für die Fortsetzung der Entwicklung bei einigen wichtigen Merkmalen beschlossen wurde. Das Bitstromformat sollte ursprünglich im Januar 2018 fertiggestellt werden.
Am 28. November 2017 begann der Webbrowser Firefox, seine Nightly Builds mit AV1-Unterstützung zu veröffentlichen. Laut Mozilla-Entwickler Timothy Terriberry blieben Anfang Februar 2018 noch acht kritische Programmfehler zu beheben sowie letzte Änderungen an Transformationen, Syntax und der Vorhersage von Bewegungsvektoren und Klärung von Rechtsfragen.
Im Januar 2018 ist Apple dem Konsortium beigetreten. Hardware und Softwareunterstützung von Apple selbst gab es zu diesem Zeitpunkt noch nicht. 
Am 28. März 2018 meldete AOMedia, dass die Spezifikation jetzt veröffentlicht und damit die Arbeit an der ersten Version des neuen freien Videocodecs offiziell abgeschlossen sei. Eine breite Marktdurchdringung sollte bis 2020 erreicht werden. Danach will man auch mit der Entwicklung eines Nachfolgecodecs AV2 beginnen.
Die erste Version der Referenz-Implementierung wurde Ende Juni 2018 veröffentlicht, jedoch war der Encoder kaum optimiert und zunächst ohne Multithreading, so dass die Kodierzeiten des Referenzencoders sehr hoch waren.
Im Februar 2019 erschien ein weiterer Open-Source Encoder von Intel mit der Bezeichnung SVT-AV1. Die Kodierzeiten der Entwicklungsversionen von AOM und von SVT-AV1 wurden bald deutlich besser.
Am 27. März 2019 vermeldete Sisvel International S.A., einen neuen Patent-„Pool“ mit VP9- und AV1-relevanten Patenten aufgelegt zu haben, was im Widerspruch zur Patentkostenfreiheit von AV1 steht.
Am 18. Mai 2020 wurde die zweite Version des AV1-Referenz-Codecs „AppleJack“ veröffentlicht.
Am 20. August 2020 gab man die Gründung einer Arbeitsgruppe namens SIWG bekannt, die sich auf die Entwicklung optimierter produktionsreifer Softwareencoder und -decoder konzentrieren soll, auch für zukünftige Aomedia-Standards. Dabei wird der von Intel in Zusammenarbeit mit Netflix entwickelte Encoder SVT-AV1 verwendet.
Im September 2020 wurde AV1 Decode in Hardware für Nvidia RTX 3000-Reihe freigeschaltet.
Im Herbst 2020 wurde die Intel-CPU Tiger Lake 11. Generation mit AV1 Decode 4K in Hardware vorgestellt.
Am 23. März 2021 erschien die Version 3.0.0 „Braeburn“ der Referenzsoftware mit weiteren Performanceverbesserungen. Kurz darauf erschien am 3. Mai 2021 eine Version 3.1.0 „Celestia“ mit Verbesserungen für das Encoding von AVIF-Bildern. Am 14. Oktober 2021 wurde dann eine Version 3.2 freigegeben, wieder mit zahlreichen Performanceverbesserungen und Verbesserungen der Kompressionseffizienz nach Herstellerangaben. Der IT-Blog Phoronix dagegen erkannte eher nur kleinere Verbesserungen bei den Frameraten und wies auf einige Regressionen hin.
Im April 2021 hat AMD Decode von AV1 für seine Radeon RX-6000-Reihe mit Adrenalin 21.4.1 freigeschaltet. RDNA 2 ist dazu nötig auch bei Ryzen-Prozessoren mit eingebauter Grafik. Mit der nächsten Stufe RDNA 3 soll auch Encode in Hardware in der Radeon RX 7000-Reihe im Jahr 2023 zur Verfügung stehen.
Im April 2022 erreichte der von Intel und Netflix entwickelte Encoder SVT-AV1 die Version 1.0.
Intel bietet Ende 2022 bei seiner 13. Xeon-CPU-Generation Raptor Lake mit Arc Grafik nun AV1 Encode und Decode in Hardware an.
Nvidia bietet im Herbst 2022 mit der RTX 4000-Reihe nun auch Encoding in Hardware bis 8K an.
Mit der Ankündigung von Apple im September 2023, AV1 Decoding hardwareseitig auf allen Geräten ab den Prozessorenreihen M3 und A17 Pro zu unterstützen, gilt der Wettbewerb der Videocodecs als weitgehend zugunsten von AV1 entschieden.

## Zweck
AV1 ist als Videoformat für das Web konzipiert, das sowohl den Stand der Technik markiert als auch lizenzkostenfrei ist. Die Mission der Alliance for Open Media bleibt dieselbe wie die Mission des WebM-Projekts.
Um das Ziel der Lizenzkostenfreiheit zu erreichen, ist der Entwicklungsprozess so angelegt, dass kein Merkmal übernommen wird, bevor nicht zwei unabhängige Prüfungen bestätigen, dass keine Patente konkurrierender Unternehmen berührt sind. Dies steht im Gegensatz zu seinem Hauptkonkurrenten HEVC, bei dem die Überprüfung der geistigen Eigentumsrechte nicht Teil des Standardisierungsprozesses war. Letzteres ist in der ITU-T-Definition offener Standards festgeschrieben. Das Auftreten von mehreren unabhängigen Patentsammlungen für HEVC wurde von kritischen Beobachtern als Versagen bei der Preispolitik charakterisiert.
Beitragende lizenzieren ihre AV1 betreffenden Patente gemäß den vom World Wide Web Consortium (W3C) verabschiedeten Patentregeln auf der Grundlage der Gegenseitigkeit an jedermann, überall und zu jeder Zeit, also solange der Nutzer keine Patentrechtsstreitigkeiten verfolgt. Als defensive Bedingung verliert jeder, der sich in Patentrechtsstreitigkeiten ergeht, das Nutzungsrecht an den Patenten aller Patentinhaber.
Zu den Leistungszielvorgaben gehört die Effizienzsteigerung gegenüber VP9 und HEVC bei geringfügiger Komplexitätssteigerung. NETVCs Effizienzziel ist eine 25%ige Verbesserung gegenüber HEVC. Die Komplexitätsüberlegungen betreffen primär die Software-Dekodierung, da die Hardware-Unterstützung für die Anwender noch einige Zeit auf sich warten lassen wird. Für WebRTC ist aber auch die Echtzeit-Kodierleistung relevant, was Ciscos Agenda ist: Die Thor-Beiträge des Videokonferenzgeräteherstellers zielen auf „ordentliche Kompression bei nur mäßiger Komplexität“.
Mit seinen Merkmalen wird es besonders für Echtzeitanwendungen (insbesondere WebRTC) und höhere Auflösungen (breitere Farbräume, höhere Bildfrequenzen, UHD) als in den derzeit (H.264) typischen Videoanwendungsszenarien ausgelegt, wo die größten Effizienzsteigerungen erwartet werden. Daher sollen der Farbraum aus der ITU-R-Empfehlung BT.2020 und 10 und 12 Bit Genauigkeit pro Farbkomponente unterstützt werden. AV1 ist in erster Linie für verlustbehaftete Kodierung gedacht, wobei auch verlustfreie Komprimierung unterstützt wird.

## Technik
AV1 ist ein traditionelles blockbasiertes Frequenztransformationsformat mit neuen Techniken, von denen einige in experimentellen Formaten entwickelt wurden, die Technik für ein Format der nächsten Generation nach HEVC und VP9 erprobt hatten. Basierend auf Googles experimenteller VP9-Weiterentwicklung VP10 enthält AV1 zusätzliche Techniken, die in Xiphs/Mozillas Daala und Ciscos Thor entwickelt wurden.
Die Allianz veröffentlicht eine in C und Assemblersprache geschriebene Referenzimplementierung (aomenc, aomdec) als freie Software unter den Bedingungen der FreeBSD-Lizenz. Die Entwicklung findet in der Öffentlichkeit statt und ist offen für Beiträge, unabhängig von der AOM-Mitgliedschaft.
Der Entwicklungsprozess sieht so aus, dass Kodierungswerkzeuge dem Referenzcode zuerst als Experimente hinzugefügt werden, die durch Schalter gesteuert werden, die sie bei der Kompilierung aktivieren oder ausschließen, um durch andere Gruppenmitglieder sowie spezialisierte Arbeitsgruppen überprüft zu werden, die für Hardware-Freundlichkeit und Einhaltung von Rechten an geistigem Eigentum sorgen. Sobald das Merkmal in der Gemeinschaft eine gewisse Unterstützung erlangt hat, kann das Experiment standardmäßig aktiviert werden, und wenn schließlich alle Gutachten abgeschlossen sind, wird sein Schalter entfernt. Experimentnamen werden im configure-Skript in Kleinbuchstaben und in bedingten Kompilierungsschalter in Großbuchstaben geschrieben.

### Datentransformation
Um Pixeldaten in die Frequenzdomäne zu transformieren, enthält AV1 eine Reihe von spezialisierten Frequenztransformationen wie rechteckige Versionen der DCT und asymmetrische Versionen der DST für Kantenblöcke.
Es kann zwei eindimensionale Transformationen kombinieren, um unterschiedliche Transformationen für die horizontale und die vertikale Dimension zu verwenden (ext_tx).

### Partitionierung

T-förmige Blockunterteilung

Die Vorhersage kann für größere Einheiten (≤ 128×128) geschehen und diese können auf mehr Arten weiter unterteilt werden. „T-förmige“ Unterteilungsmuster für Kodiereinheiten werden eingeführt; ein Merkmal, das für VP10 entwickelt wurde. Mit einer weichen, keilförmigen Übergangslinie (keilförmig unterteilte Vorhersage) können nun für räumlich unterschiedliche Teile eines Blocks zwei getrennte Vorhersagen verwendet werden. Dies ermöglicht eine genauere Trennung von Objekten ohne die traditionellen Treppenlinien entlang der Grenzen quadratischer Blöcke.

Parallelisierbarkeit innerhalb eines Einzelbildes wird durch Kacheln (vertikal) und Kachelreihen (horizontal) ermöglicht.

Durch die konfigurierbare Vorhersageabhängigkeit zwischen den Kachelreihen ist eine höhere Kodierparallelität möglich.

### Vorhersage
AV1 führt die interne Verarbeitung mit höherer Präzision (10 oder 12 Bit pro Abtastwert) durch, was zu einer Verbesserung der Kompression führt, da die Rundungsfehler in den Referenzbildern geringer sind.
Vorhersagen können auf kompliziertere Weise (als ein einheitlicher Durchschnitt) in einem Block kombiniert werden, einschließlich weicher und scharfer Gradienten in verschiedenen Richtungen. Dies ermöglicht die Kombination von entweder zwei Inter-Vorhersagen oder einer Inter- und einer Intra-Vorhersage im selben Block.
Die zeitliche (Inter-)Vorhersage kann mehr Referenzen verwenden.
Die Werkzeuge Warped Motion (warped_motion) und Global Motion (global_motion) in AV1 zielen darauf ab, redundante Informationen in Bewegungsvektoren zu reduzieren, indem sie Muster erkennen, die durch Kamerabewegungen entstehen. Sie setzen Ideen um, deren Nutzung bereits in früheren Formaten wie zum Beispiel MPEG-4 ASP versucht wurde.
Für die Intra-Vorhersage gibt es 56 (statt 8) Winkel für die Vorhersage durch gerichtete Extrapolation und gewichtete Filter für die Extrapolation auf Pixelbasis. Korrelationen zwischen der Leuchtkraft und der Farbinformation können nun mit einem Chroma-von-Luma-Vorhersagewerkzeug (cfl) ausgenutzt werden.

### Quantisierung
AV1 hat neue optimierte Quantisierungsmatrizen.

### Filter
Für den in die Kodierschleife integrierten Filterschritt war die Integration von Thors gebundenem Tiefpassfilter und Daalas gerichtetem Deringing-Filter fruchtbar: Der kombinierte Constrained Directional Enhancement Filter (cdef) übertrifft die Ergebnisse der einzelnen oder der Kombination der ursprünglichen Filter. Es ist ein kantengerichteter bedingter Ersetzungsfilter, der Blöcke mit konfigurierbarer (signalisierter) Stärke etwa in Richtung der dominanten Kante glättet.
Es gibt auch den Restaurationsfilter (loop_restoration), um durch die Blockverarbeitung verursachte Unschärfeartefakte zu entfernen.

### Entropiekodierung
Daalas Entropiekodierer (daala_ec), ein nicht-binärer arithmetischer Kodierer, wurde als Ersatz für VP9s binären Entropiekodierer ausgewählt. Die Verwendung von nicht-binärer arithmetischer Kodierung hilft, Patente zu umgehen, verleiht aber auch einem ansonsten seriellen Prozess Parallelität auf Bitebene, was die Anforderungen an die Taktrate bei Hardware-Implementierungen reduziert. Dies bedeutet, dass unter Benutzung eines größeren Alphabets vergleichbare Effektivität wie bei modernen binären arithmetischen Kodierungen wie CABAC erreicht wird, daher höhere Geschwindigkeit wie bei der Huffman-Kodierung (aber nicht so einfach und schnell wie die Huffman-Kodierung). AV1 hat auch die Fähigkeit erhalten, die Symbolwahrscheinlichkeiten im arithmetischen Kodierer mit jedem kodierten Symbol anstatt nur bei jedem Einzelbild anzupassen (ec_adapt).

### Bemerkenswerte Merkmale, die nicht übernommen wurden
Daalas Transformationen implementieren diskrete Kosinus- und Sinus-Transformationen, die von den Autoren als „in jeder Hinsicht besser“ beschrieben werden als die jetzigen txmg-Transformationen. Sowohl die txmg- als auch die daala_tx-Experimente haben die Codepfade für hohe und niedrige Bit-Tiefen zusammengeführt (im Gegensatz zu VP9), aber daala_tx erreichte die vollständige Einbettung kleinerer Transformationen in größere sowie die Verwendung von weniger Multiplikationsoperationen, was die Kosten für Hardware-Implementierungen weiter reduziert hätte. Die Daala-Transformationen wurden in der experimentellen Codebasis bis Ende Januar 2018 als Option beibehalten, aber es gab eine allgemeine Besorgnis um die Verzögerung der Verfügbarkeit von Hardware-Implementierungen durch das Ändern von Hardwareblöcken in einem späten Stadium.
Die Kodierungskomplexität von Daalas Perceptual Vector Quantization war zu hoch im ohnehin schon komplexen Gesamtsystem von AV1. Die Rate-Distortion-Heuristik dist_8x8 zielt darauf ab, den Kodierer unabhängig von PVQ um einen beträchtlichen Faktor zu beschleunigen, aber PVQ wurde letztendlich fallengelassen.
Asymmetric Numeral Systems (ANS) war der andere nicht-binäre arithmetische Kodierer, der parallel zu Daalas Entropiekodierer entwickelt wurde. Von den beiden war Daala EC die hardwarefreundlichere Variante, wobei ANS bei Software-Dekodierung schneller war.

## Qualität und Effizienz
Ein erster Vergleich von Anfang Juni 2016 wie auch ein Vergleich mit Code von Ende Januar 2017 ergaben, dass AV1 ungefähr auf dem Niveau von HEVC liegt.
Ab April 2017 konnte die Firma Bitmovin unter Benutzung der derzeit acht aktivierten (von 77 insgesamt) experimentellen Funktionen im Vergleich zu HEVC günstige objektive Metriken und visuelle Ergebnisse bei den Animationsfilmen Sintel und Tears of Steel demonstrieren. Ein Folgevergleich von Jan Ozer vom Streaming Media Magazine bestätigte dies und kam zu dem Schluss, dass „AV1 mindestens so gut ist wie HEVC jetzt“.
Ozer bemerkte, dass seine und Bitmovins Ergebnisse einem Vergleich des Fraunhofer-Instituts für Nachrichtentechnik von Ende 2016 widersprachen, der AV1 für 38,4 % weniger effizient als HEVC und sogar schlechter als H.264/AVC befunden hatte, und begründete diese Diskrepanz mit der Verwendung von Kodierungsparametern, die von den jeweiligen Herstellern empfohlen wurden, sowie mit mehr Funktionen im neueren AV1-Kodierer.
Versuche von Netflix (2017) zeigten, dass (basierend auf Messungen mit PSNR und VMAF bei 720p) AV1 etwa 25 % effizienter sein dürfte als VP9 (libvpx), auf Kosten einer vier- bis zehnfachen Erhöhung der Komplexität der Kodierung.
Messungen mit der ersten offiziellen Version (2018) ergaben, dass AV1 vor allem bei Videos in 4K/UHD-Auflösung bis zu 30 Prozent höhere Kompressionsraten bietet als VP9 sowie HEVC.

## Encoder-Performance
Der Referenz-Encoder erwies sich aber zunächst als wenig praxistauglich durch lange Kodierzeiten bzw. durch einen erheblichen Bedarf an Rechenleistung. Um das Verfahren beispielsweise für Live-Übertragungen nutzen zu können, muss die Kodierung in Echtzeit möglich sein. Die Firma Bitkom demonstrierte hierzu eine Lösung durch verteiltes Rechnen in der Cloud. Die Firmen Ateme, NGCodec und Socionext entwickeln Lösungen auf Basis von FPGAs. Auch die Verwendung leistungsstarker Grafikprozessoren wäre denkbar. Eine alternative Software-Implementierung des Encoders, die schneller als der Referenzencoder werden soll, wird von Xiph auf GitHub unter dem Projektnamen rav1e in der Programmiersprache Rust entwickelt. Auf openbenchmarking.org erzielte dieser im Juni 2022 selbst in der höchsten Geschwindigkeitsstufe auf der schnellsten Hardware nur etwa 11,7 Frames pro Sekunde, was ihm im Vergleich mit den anderen Encodern eher einen hinteren Platz zuweist.
Ein weiterer softwarebasierter Encoder namens SVT-AV1 wird (insbesondere von Intel und Netflix) seit Anfang Februar 2019 entwickelt. Als Programmiersprachen werden wie auch bei der Referenzsoftware C und Assembler verwendet. Der Encoder überraschte kurz nach der ersten Veröffentlichung mit einer deutlich verbesserten Geschwindigkeit, die laut einem Test beim Encoding von Full-HD-Videos auf dem schnellsten getesteten Prozessor mit 8,52 Einzelbildern/s nur noch einen Faktor drei hinter der Echtzeit (beispielsweise bei 25 Frames/s) hinterherhinkt. Im April 2021 erzielte er auf openbenchmarking.org Frameraten von 114 Frames pro Sekunde auf der schnellsten Hardware im Test.
In einem Benchmark von 2019 zeigt AV1 seine Überlegenheit in der Qualität zu H.265. Der zusätzliche Rechenaufwand ist jedoch erheblich.
Im September 2020 wurde insbesondere die Bildqualität verschiedener AV1-Encoder von Jan Ozer untersucht, die Kodierzeiten waren (bei seiner Wahl der Geschwindigkeitseinstellungen) mit dem X265 Profil „very slow“ vergleichbar oder noch höher. Bemerkenswert in dieser Studie ist auch das erstaunlich gute Abschneiden des proprietären Aurora1-Encoders der Firma Visionular, der sich bei Kompression/Bildqualität und Kodierzeiten den AV1-Open-Source Encodern überlegen zeigt.
In einer Studie im November 2020 wurde insbesondere der neue „Realtime Mode“ des AOM-Encoders hinsichtlich seiner Eignung für Live-Streaming betrachtet.
Ergebnisse auf openbenchmarking.org für die Version 3.3 des Referenzencoders zeigen hohe Frameraten von 221 Frames/Sekunde beim Full HD-Encoding im Realtime-Modus und der Geschwindigkeitsstufe 10 und somit auch gegenüber Version 3 weitere Fortschritte bei der Optimierung (Stand Juni 2022).
Im Januar 2022 wurde der SVT-AV1 Encoder um neue Presets ergänzt, die Komplexität des Presets 12 entspricht der des x264 veryfast. Damit ist das Verfahren den Konkurrenten H.264 und H.265 im Hinblick auf Performance gleichwertig oder sogar schneller, für Full-HD Encoding meldet Openbenchmarking.org Frameraten von 714 Frames/Sekunde.
Anfang 2024 erschien eine Abspaltung SVT-AV1-PSY von SVT-AV1 mit Wahrnehmungsverbesserungen für psychovisuell optimale AV1-Kodierung. In der Version 3 von SVT-AV1 wurden dann wieder zahlreiche Verbesserungen zurückportiert. Seit April 2025 wird die Abspaltung nicht mehr in der bisherigen Form weiter gepflegt.

## AV1 als Standard
AV1 ist der primäre Kandidat für eine Standardisierung durch die Videostandard-Arbeitsgruppe NetVC der Internet Engineering Task Force (IETF). Die Gruppe hat eine Liste von Kriterien zusammengestellt, die der neue Videostandard erfüllen muss.

## Einsatz
Wie sein Vorgänger VP9 kann AV1 zusammen mit dem Audioformat Opus in WebM-Container-Dateien verwendet werden. Diese Formate werden von Webbrowsern gut unterstützt.
Die Nightly Builds (Entwicklungsversionen) des Firefox-Webbrowsers enthielten seit November 2017 vorläufige Unterstützung für AV1. Ab der Version 64 von Firefox aus dem Dezember 2018 wird AV1 auch in der alltagstauglichen Version unterstützt (die Freischaltung von media.av1.enabled in about:config war jedoch zunächst noch nötig; die Version 63 enthielt einen Programmfehler). Die Entwicklungsversion von Google Chrome unterstützte AV1 seit April 2018. Seit Oktober 2018 und der stabilen Version 70 ist der Decoder in Chrome für den Desktop-PC enthalten und freigeschaltet.
Es wird erwartet, dass die Mitglieder der Allianz Interesse daran haben, das Format für ihre jeweiligen Anwendungen aufzugreifen. Die Mitgliedsunternehmen repräsentieren verschiedene Branchen, darunter Browser-Anbieter (Apple, Google, Mozilla, Microsoft), Vertriebshändler von Medieninhalten (Apple, Google, Netflix, Amazon, Hulu) und Hardware-Konstrukteure (Intel, AMD, ARM, Nvidia). Der Video-Streaming-Dienst YouTube erklärte im Juni 2016, innerhalb von sechs Monaten nach Fertigstellung des Bitstromformats beginnend mit den höchsten Auflösungen so schnell wie möglich auf das neue Format umzusteigen. Mit Stand Juni 2021 sei hierzu angemerkt, das diese Ankündigung nicht in die Tat umgesetzt wurde. AV1 wird bisher nur bei Videos mit hohen Abrufzahlen angeboten. Gründe hierfür könnten in einer nach wie vor fehlenden Infrastruktur mit Hardwareencodern liegen. Ein Blogbeitrag unter „Inside Youtube“ vom April 2021 deutet dies an. Netflix ging im Juli 2017 davon aus, „ein Frühanwender von AV1 zu sein“.
Laut Mukund Srinivasan, Chief Business Officer des AOM-Mitglieds Ittiam, wird frühe Hardware-Unterstützung von Software dominiert sein, die auf Nicht-CPU-Hardware läuft (wie GPGPU-, DSP- oder Shader-Programme, wie es bei einigen VP9-Hardware-Implementierungen der Fall ist), da Hardware mit fester Funktion nach der Festlegung des Formates 12 bis 18 Monate benötigt, bis Chips verfügbar sind, plus 6 Monate bis zur Marktreife von darauf basierenden Produkten.
Die Festlegung des Formates erfolgte am 28. März 2018. Am 25. Juni 2018 wurde die Version 1 des Codecs auf Googlesource veröffentlicht.

### Streamingdienste
Seit September 2018 gibt es auf YouTube eine Playlist zu Testzwecken mit AV1-codierten Videos. Nach der Integration in diverse Browser verwendet YouTube den Codec für einige sehr häufig abgerufene Videos, wenn Browser und Gerät geeignet sind. Angemeldete Benutzer können die Verwendung des Codec noch durch eine Einstellung unter https://www.youtube.com/account_playback beeinflussen. Außerdem lässt sich der tatsächlich verwendete Codec mit Hilfe der YouTube-Funktion „Statistiken für Interessierte“ herausfinden.
Im Juni 2019 gab das Videoportal Vimeo bekannt, AV1 zu unterstützen. Im Februar 2020 begann Netflix, mit dem AV1-Codec erstellte Videos in seiner Android-App zu streamen. Zunächst wurden AV1-Videos jedoch nur gespielt, wenn der Nutzer „Datensparsamkeit“ ausgewählt hatte. Standardmäßig wurden von Netflix zunächst weiterhin VP9-Videos angezeigt.
Im April 2020 schaltete Google für bestimmte Hardware in seiner YouTube-App für Android-TV-Geräte die Unterstützung für hardwareseitige AV1-Dekodierung frei.
Im November 2020 gaben YouTube und Netflix die Verfügbarkeit eines GPU-basierten Referenz-AV1-Decoders für die XBox-One-Plattform bekannt.
Im Januar 2021 wurde gemeldet, dass Google für alle neuen Android TV-Geräte (ab Android-TV Version 10) AV1-Unterstützung fordert
Im November 2021 gab Netflix bekannt, von nun an mit AV1-codierte Streams an Smart-TVs auszuliefern, sofern diese einen passenden AV1-Hardwaredecoder haben.
Für neue Smartphones und Tablets ab Android-Version 14 fordert Google Hardwareunterstützung zum Decodieren.

### Hardware
Hardwareprodukte, die AV1 hardwareseitig unterstützen, sind seit 2019 auf dem Markt:
- Die Firma Allegro DVT stellte im April 2019 mit dem AL-E210 einen IP-Core für Video-Encoder-Hardware vor, die AV1 unterstützt.[116][117] Mit dem AL-D310 und AL-D320 gibt es auch Decoder IP-Cores für AV1, wobei letzterer neben anderen Verfahren auch das konkurrierende Versatile Video Coding (VVC) unterstützt.[118]
- Die Firma Chips & Media stellte im Juni 2021 mit der Multi-Codec Encoder Video-IP WAVE627 ebenfalls einen Hardware-Encoder für AV1 bereit.[119][120]
- Die Firma Realtek kündigte einen SoC für Set-Top-Boxen an, der einen AV1-Decoder enthält.[121][122] Auf der CES 2020 wurden weitere Chips mit AV1 Unterstützung angekündigt.[123]
- MediaTek kündigte Ende 2019 mit dem Dimensity 1000 einen Smartphone-SoC mit integriertem AV1-Decoder an. Er konnte sich aber am Markt nicht durchsetzen und wurde durch den Dimensity 1000+ ersetzt, der seit Mai 2020 AV1 hardwarebeschleunigt für YouTube nutzen kann.[124][125][126] Auch bei den Modellen Dimensity 1100 und Dimensity 1200 sind AV1-Hardwaredecoder integriert.[127][128]
- Bei Samsungs Exynos 2100 ist ebenfalls ein Hardwaredecoder integriert.[129]
- Die japanische Firma D(o)wango gab die Entwicklung eines FPGA basierten Hardware-Echtzeitencoders bekannt.[130]
- Samsung stellte im Januar 2020 den Fernseher Q950TS vor, der Streaming mit AV1 in 8K unterstützt.[131][132]
- LG stellte im Januar 2020 die ZX-OLED-Serie von Fernsehern vor, die 8K-Streaming mit AV1 unterstützen.[133] Die ersten Geräte kamen in Deutschland in der zweiten Jahreshälfte 2020[134] in den Handel.
- In Intels Prozessoren mit Intel-Tiger-Lake-Mikroarchitektur enthalten die integrierten Grafikprozessoren („Intel Xe“) einen AV1-Hardware-Decoder.[135]
- Bei Intels ARC Grafikkarten bzw. Grafikchips (im Frühjahr 2022 vorgestellt) wird Dekodieren und Enkodieren von AV1 unterstützt[136][137]
- Auch bei der AMD RDNA2 Grafikkarten-Architektur wird die AV1-Decodierung unterstützt[138][139], ab RDNA3 (Radeon-RX-7000-Serie) unterstützen AMD-Grafikkarten auch die AV1-Encodierung.[140]
- Nvidias RTX 30-Serie decodiert AV1 in seiner Hardware.[141] Mit der RTX 40-Serie wird auch Encoding unterstützt.[142]
- Die kanadische Firma NETINT kündigte im März 2021 einen ASIC-basierten Hardwareencoder für Rechenzentren an[143]
- Das Smartphone Google Pixel 6, das im Oktober 2021 auf den Markt kam,[144] hat einen Hardwaredecoder, der AV1 mit 4K-Auflösung und 60 fps decodieren kann.[145]
- Apples iPhone 15 Pro and 15 Pro Max, seit Herbst 2023 auf dem Markt, haben einen AV1 Hardwaredecoder[146]

### Software
Die folgende Software unterstützt das Videoformat AV1:
- Pale Moon (ab der Version 28.3; auch hier muss media.av1.enabled auf „true“ gesetzt werden)[147]
- Mozilla Firefox (ab Version 65 vom Januar 2019 automatisch aktiviert, bei älteren Versionen musste man media.av1.enabled in about:config auf „true“ setzen).[148][149] Ab Version 100 (Mai 2022) wird unter bestimmten Voraussetzungen auf Windows eine vorhandene AV1-Hardwarebeschleunigung der GPU bzw. Grafikkarte verwendet.[150][151]
- Google Chrome (ab Version 70 aus dem Oktober 2018[103][152]). Ab Version 90 enthält dieser zusätzlich einen AV1-Encoder für WebRTC. Dabei wird die libaom (also der Referenzencoder) verwendet.[153][154][155]
- Microsoft Edge (zusammen mit der AV1 Video Extension,[156] installierbar ab der Oktober 2018 Version von Windows 10)
- Opera (ab Version 57)[157]
- Vivaldi (Browser)
- VLC media player (Laut Veröffentlichung werden ab Version 3 AV1-Streams unterstützt, das Abspielen von AV1-kodierten Dateien funktioniert seit 3.0.5, seit 3.0.6 auch für 12Bit-HDR Videos)[158][159]
- dav1d (AV1-Decoder, der unter dem Dach von VideoLAN entwickelt wird. Er wird in Firefox ab Version 67,[160] in VLC und in der Netflix Android-App verwendet.)[161][162][163][164] Bei Vergleichen im Jahr 2019 und 2020 war dieser jeweils schneller als Libaom und libgav1.[165][166] Zur Freigabe der Version 0.9.1 (August 2021) wurde mitgeteilt, dass dav1d inzwischen 140000 Zeilen Assemblercode enthält.[167][168] Es folgten weitere Optimierungen und die Unterstützung zusätzlicher Architekturen.[169] Anfang 2024 wurde die Verteilung per Softwareupdate auf Android ab Version 12 angekündigt sowie eine zukünftige Rolle als Standard-Softwaredecoder für AV1 auf Android (bisher libgav1).[170][171]
- libgav1 (von Google entwickelter AV1-Decoder in C++)[172]
- GStreamer (ab Version 1.14)[173]
- FFmpeg (ab Version 4.0 mit libaom, ab Version 4.3 zusätzlich librav1e, ab Version 4.4 mit Encoding-Support für SVT-AV1 (libsvtav1) sowie diverse Decoder)[174][175][176][177][178]
- boram (ab Version 0.5.2; Webm-Konverter mit GUI, der FFmpeg verwendet)[179]
- Kodi (ab Version 19 „Matrix“[180], in Version 20 wurde zusätzlich eine Unterstützung für Hardware-Dekodierung hinzugefügt[181][182])
- MKVToolNix (ab Version 28.0.0, experimenteller Support ab Version 22.0.0)[183][184]
- MediaInfo (ab Version 18.03)[185]
- Bitmovin Encoding (Ab Version 1.50)[186] (proprietär)
- Echtzeitvideo-Encoder der Firma CISCO[187] (proprietär). Auch in der Videokonferenzlösung WebEx soll AV1 zum Einsatz kommen.[188][189]
- Android 10 aus dem September 2019 (vormals als Android Q bekannt)[190][191]
- Bei Google Duo soll die Bildqualität bei niedrigen Bandbreiten mit Hilfe von AV1 verbessert werden[192]
- XMedia Recode (FOSS)[193]
- HandBrake unterstützt das Decodieren von AV1 ab Version 1.3 (November 2019),[194] ab Version 1.6 (Dezember 2022) auch das Encodieren[195]
- NEAV1E (NotEnoughAV1Encodes) bietet eine graphische Oberfläche(GUI) für das Encodieren[196]
- Aurora AV1-Encoder der Firma Visionular (proprietär)[197]
- QAV1 AV1-Encoder der Firma IQiyi (proprietär)[198]
- OBS Studio (FOSS) unterstützt den AOM-Codec und SVT-AV1 ab Version 27.2.[199] Ab Version 29 wird außerdem das Encoding mit Hilfe der Grafikkarten Radeon RX 7000 und Intel Arc unter Windows unterstützt,[200] ab Version 29.1 auch mit der GeForce RTX 40.[201]
- Die Grafik-Programmierschnittstelle Vulkan unterstützt AV1-Encoding über eine Erweiterung.[202]

## Patentansprüche und Lizenzpolitik
Im März 2019 gab Sisvel mit Sitz in Luxemburg die Bildung von Patent-„Pools“ für AV1 und VP9 bekannt. Zu den Mitgliedern der Pools zählten JVC Kenwood, NTT, Orange S.A., Philips und Toshiba, die alle Patente an die MPEG Licensing Administration für die Patentpools von AVC, DASH oder HEVC lizenzierten. Sisvel kündigte an, 0,32 € für Anzeigegeräte und 0,11 € für Nichtanzeigegeräte, die AV1 verwenden, zu fordern, verlange jedoch keine Lizenzgebühren für kodierte Inhalte. Zum Zeitpunkt der Ankündigung war eine Liste der Patente von Sisvel nicht öffentlich verfügbar. Der CEO von Sisvel erklärte jedoch in einem Interview, dass eine solche Liste auf der Sisvel-Website veröffentlicht wird, bevor irgendwelche Lizenzforderungen gestellt werden.
Am 8. April 2019 hat die Alliance for Open Media eine Pressemitteilung veröffentlicht, die das Bekenntnis zu ihrer gebührenfreien Patentlizenz bekräftigt und ihr „AOMedia-Patentabwehrprogramm zum Schutz der AV1-Ökosystemteilnehmer im Falle von Patentansprüchen“ erwähnt, aber den Anspruch von Sisvel nicht namentlich erwähnt. Außerdem verweist sie auf die umfassenden Bewertung der Patentlandschaft des Videocodecs und die sorgfältige Patentprüfung durch erstklassige Codec-Ingenieure und Juristen während der Entwicklungsphase.
Nachdem sich die Anzahl der Patentinhaber auf 14 erhöht hatte, veröffentlichte Sisvel am 10. März 2020 eine Liste von „mehr als 1050“ aus ihrer Sicht AV1-relevanten Patenten, für die ein Anspruch auf Patentgebühren erhoben wird. Außerdem sollen auch Forderungen für den Vorgänger-Codec VP9 erhoben werden.
Am 7. Juli 2022 wurde bekannt, dass die EU-Kartellbehörden eine Untersuchung gegen die AOM und ihre Lizenzierungspolitik eingeleitet hatten. In an einige Unternehmen versandten Fragebögen hieß es: „Der Kommission liegen Informationen vor, dass die AOM und ihre Mitglieder möglicherweise Lizenzbedingungen (obligatorische gebührenfreie Kreuzlizenzierung) für Innovatoren auferlegen, die zum Zeitpunkt der Schaffung des technischen AV1 nicht Teil von AOM waren, deren Patente jedoch als wesentlich erachtet werden für (dessen) technische Spezifikationen“. Im Mai 2023 wurde die Untersuchung ohne weitere Maßnahmen eingestellt, eine Geldstrafe wurde nicht verhängt.
Auch mit Qualcomm könnte es zu einem Rechtsstreit kommen.

## AVIF-Bildformat
AVIF ist ein AV1-basiertes Grafikformat, das ebenfalls von der Alliance for Open Media spezifiziert wurde. Die Version 1.0.0 der Spezifikation wurde im Februar 2019 festgelegt.